# Венесуэльский амазон
Венесуэльский амазон (лат. Amazona amazonica) — птица семейства попугаевых.

## Внешний вид
Длина тела 31—32 см, хвоста 9 см; вес 340 г. Очень похож на синелобого амазона. Оперение зелёного цвета, щёки и лоб жёлтые. У многих попугаев этого вида на лобной части имеются вкрапления синих перьев. На маховых перьях есть красная полоса. Вокруг глаз голая зона серо-голубого цвета. Клюв коричневато-желтоватый с тёмным кончиком. Радужка оранжевая. Половой диморфизм визуально не выражен. Определение пола птиц возможно путём анализа ДНК или с помощью эндоскопии.

## Распространение
Обитает в Венесуэле, Колумбии, Гвиане и Северной Бразилии до Перу.

## Образ жизни
Населяет влажные тропические сельвы, мангровые заросли на высоте до 800 м над уровнем моря. Питается фруктами и семенами, включая плоды пальм и иногда какао. Преследуется как сельскохозяйственный вредитель.

## Размножение
Гнездятся в дуплах деревьев. В кладке 3—5 белых яиц. Насиживает самка в течение 3 недель. Птенцы оперяются через два месяца.

## Содержание
Очень популярен как комнатный питомец. Способность к разговору невелика, но иногда встречаются очень способные птицы, говорящие до 50 слов и более. В клетке живут до 70 лет.